# Антоний (Смирнов)
Иеромонах Антоний (в миру Василий Смирнов; 1844 — 29 октября 1914) — иеромонах Русской православной церкви, судовой священник минного заградителя «Прут», герой Первой мировой войны.

## Биография
Родился в 1844 году. Был родом из духовного звания. Окончил Самарское духовное училище.
С 1879 года являлся монахом Седмиозерной пустыни Казанской епархии. В 1881 году получил чин иеродиакона, а в следующем году — иеромонаха. В 1883 году стал ризничим той же пустыни, но в том же году был назначен казначеем Казанского Иоанно-Предтеченского монастыря. Кроме того, в 1884—1887 годах он был духовником Казанской духовной академии. В 1902—1903 годах Антоний был экономом архиерейского дома, однако затем вновь вернулся к монастырской жизни и находился в Чуркинской Никольской пустыни, с 1906 года был иеромонахом Бугульминского Александро-Невского монастыря.

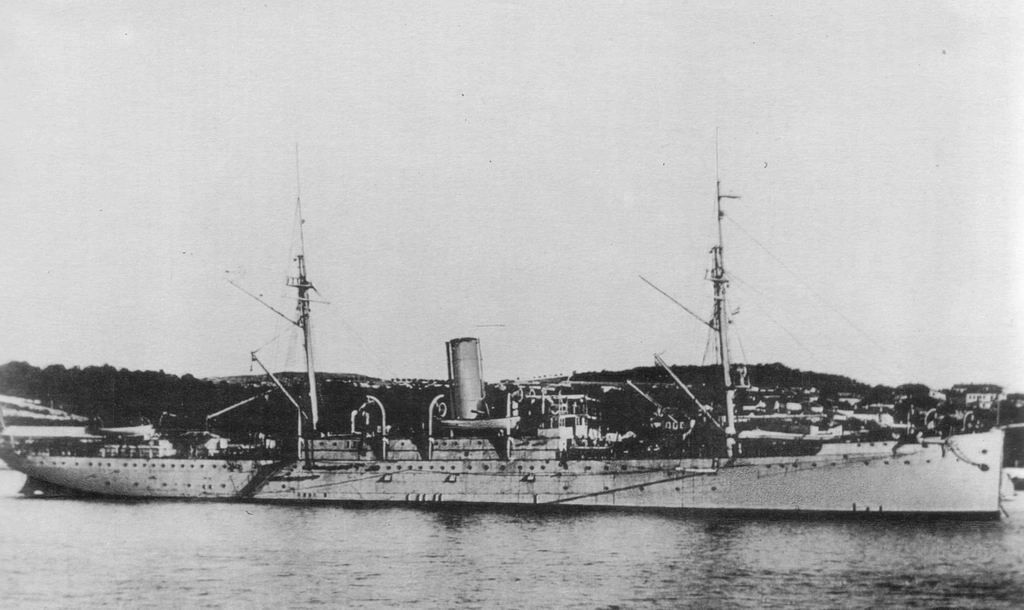
Минный заградитель «Прут»

В 1909 году Антоний перешёл на службу по военно-морскому духовному управлению и был назначен судовым священником минного заградителя «Прут». На этом посту он встретил начало Первой мировой войны.
29 октября 1914 года минный заградитель «Прут» встретил в море недалеко от Севастополя германский линейный крейсер «Гебен» в ходе его рейда по портам Чёрного моря, позднее получившего имя «Севастопольская побудка». Из-за его подавляющего преимущества по скорости и вооружению командир «Прута» капитан 2-го ранга Георгий Быков приказал готовить корабль к затоплению. «Гебен» обстрелял «Прут» и поджёг его. Команда открыла кингстоны и начала высаживаться на шлюпки.
Когда судно стало погружаться в воду, иеромонах Антоний уступил своё место на шлюпке матросу, а сам с тонущего корабля благословлял отплывающих матросов. Погиб вместе с кораблём. За этот подвиг иеромонах Антоний был посмертно награждён орденом Святого Георгия 4-й степени.
Среди прочих наград иеромонах Антоний имел медаль «В память 100-летия Отечественной войны 1812».